# Gorni Bogrow
Gorni Bogrow (bułg. Горни Богров) – wieś w Bułgarii; 1200 mieszkańców (2010).